# Shaddap You Face
Shaddap You Face är en sång skriven och framförd av den australiske artisten Joe Dolce (även känd som Joe Dolce Music Theatre) 1980. Den nådde förstaplatsen på Australiens poplista 1980, och förstaplatsen på englandslistan i början av 1981, där den stannade i tre veckor. Den nådde förstaplatsen i ytterligare femton länder, med covers på över trettiofem olika språk. Totalt sålde de fyra miljoner ex. I tjugosex år var det den mest sålda, australienproducerade, singeln i Australien, med 350,000 ex. Rekordet slogs 2005.